# Crenna
Crenna (Crèna nel locale dialetto varesotto) è un rione del comune di Gallarate, in provincia di Varese, posto nella zona nord-occidentale della città.
Fu un comune autonomo fino al 1923, anno in cui venne annessa a Gallarate.

## Geografia fisica
Crenna sorge sull'omonima collina di origine morenica, parte delle Prealpi Varesine. Nonostante la crescente urbanizzazione, Crenna si distingue all'interno della città di Gallarate per la presenza di spazi boschivi ed agricoli come la Boschina e il bosco di Crenna-Moriggia, entrambi parte del Parco del Ticino. A Crenna si trova anche il punto più elevato di Gallarate (307 metri sopra il livello del mare).

## Storia
Non esistono reperti antichi ritrovati sul luogo, tuttavia si suppone che, vista la posizione favorevole, i primi ad insediarsi in questa zona, siano stati i Celti. Resti di civiltà neolitiche risalenti all'età della pietra sono infatti presenti nella vicina zona archeologica di Golasecca e datati fra il 3000 e il 1400 a.C.. Il più antico reperto di Crenna è una lapide del I secolo d.C., ritrovata nel 1963 vicino alla zona dove sorge l'attuale cimitero e recante la scritta: "Samioni Agatovis Filio Filicalus et Fronto", tradotta con: Filicalo e Fronto dedicano questa stele funeraria a Samione figlio di Agatove. I nomi citati sono tutti di origine romana e testimoniano la presenza dei Romani nella zona.
Seguono i secoli delle invasioni di popolazioni germaniche: i Visigoti di Alarico (402), gli Unni di Attila (452), i Goti e i Bizantini, infine i Longobardi, che nel 569 invadono il nord-Italia. È questo, forse, il periodo in cui sorge il Castello di Crenna, nonostante la sua datazione sia incerta siccome le sue prime testimonianze scritte risalgono al 1160.
Nel secolo XII il castello venne parzialmente ricostruito e passò ai Visconti. Il feudo di Crenna comprendeva il paese, parte di Cedrate, parte di Cassano Magnago e Albusciago. 
La prima testimonianza dell'attuale chiesa principale di Crenna è del secolo XV, dell'arcivescovo Gabriele Sforza, il quale scrisse durante una visita pastorale: "Capela curata sancti Zenonis de Crena per homines, modiorum VI" (la chiesa di San Zenone in Crenna ha un reddito di moggia sei di grano all'anno). 

## Origine del nome
Non si conosce con certezza l'etimologia del nome "Crenna". Potrebbe derivare da una parola presente in molti dialetti locali: crana, crena, che significa "fessura, screpolatura fra pareti rocciose" o "luogo sopra un colle". Nel '500, Bonaventura Castiglioni, canonico di Santa Maria alla Scala in Milano parla di crén (dal greco antico Kréne, fonte): pare infatti che il nome derivi dalla natura fertile del terreno. Tuttavia altri storici ritengono che "Crenna" derivi dal termine utilizzato per indicare la fortezza celtica presente in cima alla collina, e altri ancora che significhi "trincea naturale, atta alla difesa".

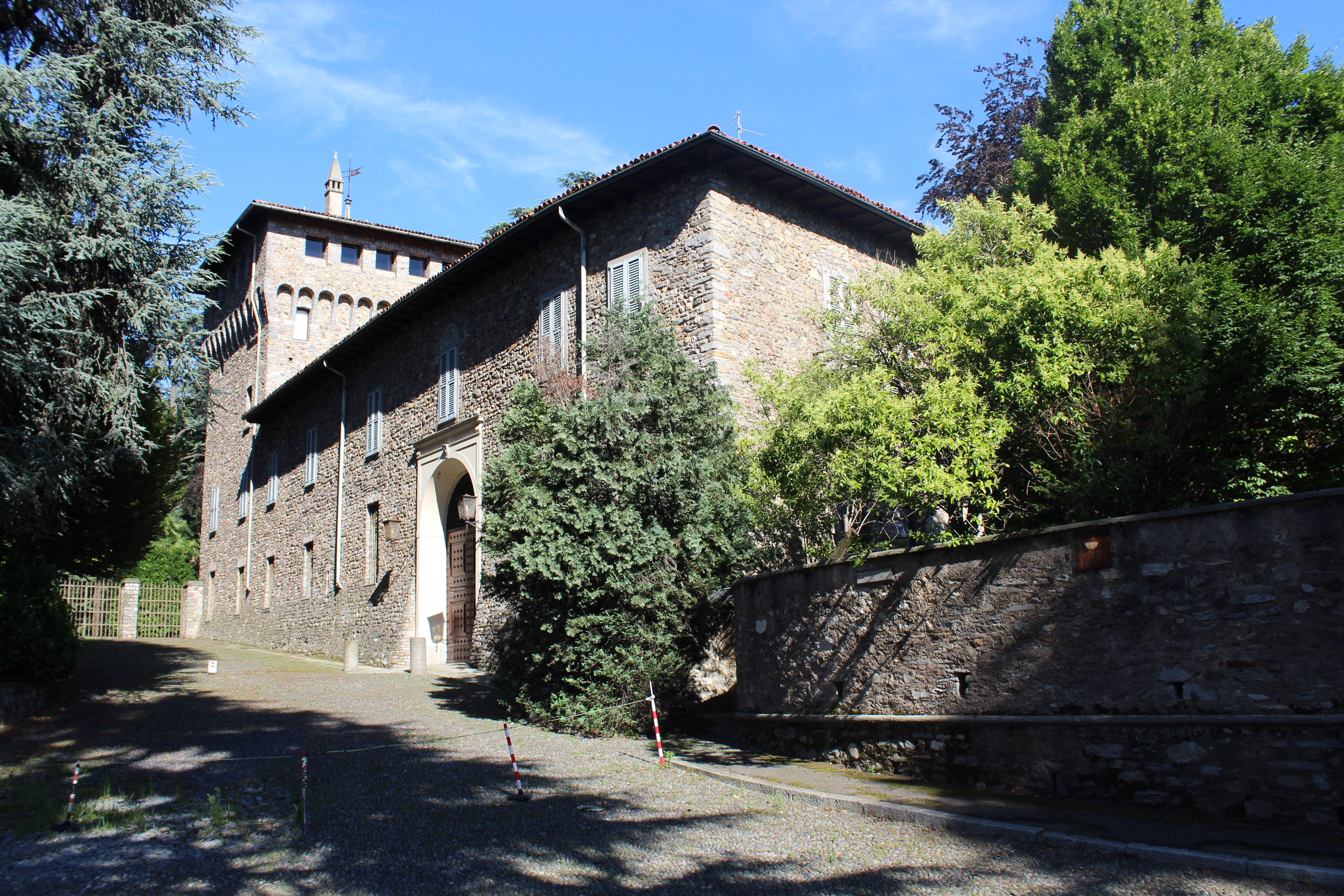
Castello visconteo

## Monumenti e luoghi di interesse
- Castello visconteo
- Le ghiacciaie di Crenna
- Chiesa di San Zenone

## Decanato di Gallarate
La parrocchia di San Zenone di Crenna fa parte dal raggruppamento diocesano dell'arcidiocesi di Milano, e più specificatamente del Decanato di Gallarate. Dal 1º settembre 2002, in seguito alla decisione del cardinale Dionigi Tettamanzi, venne annessa alla parrocchia "San Martino Vescovo" di Besnate, creando in questo modo un sistema sperimentale di Unità di Pastorale Giovanile (UPG). Questo tipo di sperimentazione si concluse in data 1º settembre 2009, quando la parrocchia di Besnate venne annessa a quelle di Jerago e Orago, lasciando quella di Crenna in piena autonomia.
Presso la parrocchia di Crenna operano le suore Figlie di Betlem, che vi gestiscono una scuola parificata.

## Sport
- U.S.C. Crennese (calcio)
- S.G.S. Crenna (pallamano)
- S.C. Crennese (ciclismo), nel 1954 ha organizzato le gare del campionato del mondo di ciclocross

## Proverbi locali
- "A Crenna 'na cà e 'na scesa, e 'l campanin denanz de la gesa" (a Crenna c'è una casa e una siepe e il campanile davanti alla chiesa).

- "L'acqua a Crèna!" (Che assurdità! Incredibile!, da intendersi: assurdo come portare l'acqua a Crenna, luogo ripido e soprattutto con una propria ricca sorgente d'acqua).